# Robert Robertson (chimiste)
Robert Robertson (17 avril 1869 - 28 avril 1949) est un chimiste britannique qui est chimiste gouvernemental entre 1921 et 1936 . Il est le premier à établir qu'il existe deux types de diamants naturels .

## Biographie
Robert Robertson est né à Cupar, Fife, fils de JA Robertson, docteur en chirurgie dentaire, et d'Euphemia Russell. Il fait ses études au lycée Bell Baxter. Robertson remporte la médaille d'or Balgonie en 1885 en tant que Dux of Madras Academy, Cupar, l'une des deux écoles qui fusionnenté pour former Bell Baxter en 1889.
Après avoir quitté l'école, il fréquente l'Université de St Andrews, où il obtient un diplôme en arts et en sciences. La même institution lui décerne plus tard un LLD honorifique.
Il est ensuite nommé assistant au laboratoire de l'analyste de la ville à Glasgow. Il obtient plus tard le poste d'analyste à la Royal Gunpowder Factory de Waltham Abbey. Son travail en tant que directeur de la recherche sur les explosifs pendant la Grande Guerre est reconnu par l'attribution d'un KBE. Il est élu membre de la Royal Society en 1917 . En 1921, il devient chimiste en chef du gouvernement, poste occupé jusqu'à sa retraite en 1936 .
En 1922, il est élu président de la Faraday Society, en 1924 président de la British Association for the Advancement of Science et, de 1925 à 1927, il est membre du conseil de la Royal Society ,. En 1944, il reçoit la médaille Davy de la Royal Society "[en] reconnaissance de ses recherches sur les explosifs, les méthodes analytiques, la structure interne du diamant et les spectres d'absorption infrarouge" .
Les archives de Sir Robert Robertson sont conservées par les services d'archives de l'Université de Dundee.